# Notícias falsas nas eleições no Brasil em 2022
As notícias falsas (ou fake news) são um elemento com especial proeminência nas eleições no Brasil em 2022. Embora notícias falsas não sejam fenômeno novo, o acesso generalizado a ferramentas digitais de comunicação e a facilidade de disparos em massa conferem às notícias falsas, em 2022, protagonismo nos debates eleitorais, sendo foco de ações de contenção por parte de tribunais, legisladores e empresas de comunicação.

## Antecedentes
As eleições gerais no Brasil em 2018 foram profundamente marcadas pela propagação em massa de fake news. O uso de aplicativos de mensagens instantâneas como o WhatsApp e a abrangência de redes sociais como Facebook e Twitter permitiu, mais do que em outros anos, o espalhamento rápido e abrangente de todo tipo de conteúdo, incluindo notícias falsas criadas para parecerem verdadeiras e direcionadas a manipular a opinião pública quanto a partidos e candidatos. Notícias falsas como a do alegado kit gay e da suposta distribuição de mamadeira de piroca se notabilizaram e acabaram sendo usados por candidatos em campanha mesmo após oficialmente desmentidos.
As redes sociais, além do meio para divulgação, contribuíram para o impulsionamento de notícias falsas com o uso de robôs para elevação da visibilidade das postagens, além da possibilidade de pagamento pelo impulsionamento patrocinado do conteúdo. As redes sociais também forneceram a geradores de informação falsa dados de comportamento e preferências de usuários que permitiram criar conteúdo direcionado a extratos da população particularmente suscetíveis a serem influenciados por determinados tipos de conteúdo, com atuação semelhante à da Cambridge Analytica, que, embora não tenha efetivado participação nas eleições de 2018, teve o caso de seu uso de dados do Facebook para manipular eleições nos EUA como inspiração para estratégias de desinformação adotadas no Brasil.
Mudanças sucessivas nos algoritmos para privilegiar conteúdos também levaram à potencialização da disseminação de notícias falsas: o Facebook, por exemplo, implementou em 2018 algoritmos que reduzem a visibilidade das postagens de veículos de imprensa, ainda que o usuário siga estes. Isso significa que a postagem elaborada por um indivíduo, independente do conteúdo, tem mais alcance do que notícias reais.
Muitos dos processos de manipulação de votos via fake news veio à tona durante a CPMI das Fake News, realizada pelo Congresso Nacional do Brasil nos anos seguintes após ser instaurada em 2019.

## Elementos motivadores
As notícias falsas ganham papel de destaque no contexto das eleições de 2022 porque, por um conjunto de características socioculturais e de características das plataformas digitais de divulgação de informação, elas têm grande potencial de influência na forma de votar. Dentre os fatores que impulsionam as fake news, destacam-se:
- Notícias falsas são elaboradas especificamente para motivar respostas emocionais dos leitores, sendo, por isso, 70% mais compartilhadas do que notícias verdadeiras;[11]
- Ainda que sejam publicados desmentidos de uma notícia falsa, estes têm alcance muito menor do que as postagens originais.[12]
- As publicações em redes sociais como Twitter e Facebook não são mostradas ao usuário em ordem cronológica de postagem, mas conforme critérios definidos por algoritmos de rankeamento de conteúdo.[13] Parte das variáveis usadas por esses algoritmos é o número de engajamentos (curtidas, compartilhamentos e comentários), sem que haja distinção do tipo de engajamento; assim, comentar ou compartilhar conteúdo, mesmo que para "denunciá-lo" como falso, potencializa os números de engajamento destas postagens e aumenta a probabilidade de elas serem mostradas para outros usuários nas redes, aumentando seu alcance.[14]

## Medidas de contenção
Embora notícias falsas com objetivo de manipular decisões políticas sejam relatadas há séculos, as ferramentas digitais às quais grandes partes da população votante tem acesso potencializaram o uso de fake news no contexto de eleições nos últimos anos. Durante as eleições de 2018, as redes sociais, incluindo aplicativos de mensagens, passaram a aparecer como a principal fonte de informação sobre eleições, à frente do horário eleitoral gratuito na TV.
Como resultado da crescente influência das notícias falsas em eleições, instituições públicas como o Supremo Tribunal Federal, o Tribunal Superior Eleitoral e o Congresso Nacional, além de empresas responsáveis pelas principais redes sociais e aplicativos de mensagens instantâneas, passaram a enveredar esforços no sentido de tentar controlar a propagação de notícias falsas no contexto de eleições.
O congresso aprovou texto alterando a Lei de Segurança Nacional, incluindo criminalização da disseminação de notícias falsas; a criminalização foi vetada pelo presidente Bolsonaro.

### Punições
Em 2021, o TSE cassou, pela primeira vez na história do país, o mandato de um deputado por ter ele propagado fake news na ocasião da eleição. O tribunal entendeu que o delegado Fernando Francischini, eleito pelo Paraná, deliberadamente espalhou notícia falsa ao denunciar, em transmissão ao vivo no dia da eleição, suposta manipulação nas urnas, compartilhando um vídeo em que alguém tenta votar 17, o número do então candidato Jair Bolsonaro, e não aparece nada. Na realidade, o suposto erro acontecia ao se digitar 17 no voto para governador, em um estado em que este partido não havia apresentado candidato. Apesar do erro evidente, a mensagem foi propagada com o objetivo de alegar manipulação contra o candidato em questão. O deputado teve seu mandato cassado em outubro de 2021, com confirmação da cassação pelo STF em junho de 2022, após suspensão provisória da cassação que foi expedida pelo ministro Kássio Nunes Marques dias antes.

### Portais de checagem de fatos
O Conselho Nacional de Justiça criou, em 2019, um painel contendo diversas plataformas, independentes ou integrantes de veículos de comunicação.

### Ações específicas por plataforma

#### WhatsApp
De propriedade do Facebook, o aplicativo é comumente citado como o mais usado para disseminação de notícias falsas. A repassagem de mensagens para grandes quantidades de destinatários sem a identificação do autor original, a impossibilidade de rastreamento das origens e a boa-fé nos remetentes conhecidos estão entre os principais elementos do uso desta ferramenta. O problema é potencializado pelo fato de que, no Brasil, grande quantidade de planos para celulares incluem franquia ilimitada para alguns aplicativos, principalmente Facebook e WhatsApp; assim, o compartilhamento de links ou imagens que apontem para notícias falsas é feito de forma ilimitada, mas a pesquisa relacionada a estes links ou reportagens fica limitada à disponibilidade de franquia de dados.
Ainda ao longo do ano de 2018 e visando a limitação de disseminação de notícias falsas, o WhatsApp implementou a limitação ao encaminhamento de mensagens para, no máximo, 20 destinatários (grupos ou indivíduos), removendo o botão de acesso direto a encaminhamento e marcando mensagens encaminhadas com um aviso. A limitação do número de destinatários de redirecionamento incomodou o então candidato Jair Bolsonaro, que anunciou que lutaria para retirar a limitação. Meses depois, em janeiro de 2019, a plataforma reduziu o limite para 5. No contexto da pandemia de COVID-19, a plataforma firmou aliança com a Aliança Internacional de Checagem de Fatos (IFCN), permitindo a verificação de notícias de dentro do aplicativo, e o acordo permanece para as eleições de 2022.
Em fevereiro de 2022, a plataforma celebrou acordo com o TSE para combater notícias falsas no âmbito das eleições de 2022. O acordo inclui a criação de um chatbot do TSE na plataforma, o compromisso com agilidade para encaminhamento de denúncia de notícias falsas circulando na plataforma,  A partir de abril, citando esforço de redução do espalhamento de fake news, o limite de reencaminhamento para grupos foi reduzido para 1, sendo mantida a possibilidade de reencaminhar para até 5 indivíduos.
Em abril de 2022, a ferramenta anunciou a criação de um recurso chamado "Comunidades", que permite a criação de grupos de disparo de mensagens com milhares de membros; a empresa anunciou que o recurso, no Brasil, estaria disponível apenas após as eleições. O presidente Bolsonaro atribuiu, equivocadamente, o adiamento da funcionalidade no Brasil ao acordo entre TSE e WhatsApp para limitação de distribuição de notícias falsas e classificou-o como "inaceitável, inadmissível e inconcebível".

#### Telegram
Após a implementação de limitações ao repasse de mensagens implementada pelo WhatsApp, o aplicativo Telegram, semelhante mas que oferece grupos com quantidades quase ilimitadas de participantes, além de canais de distribuição em massa, passou a ser utilizado como alternativa para distribuição de fake news. A inexistência de representação no Brasil e a falta de resposta a comunicações emitidas pelo TSE levou o STF a ordenar o bloqueio do aplicativo em todo o território nacional.
Após as ameaças de fechamento, o Telegram estabeleceu contato com o TSE e firmou, em maio de 2022, parceria para combate às fake news. O acordo prevê a criação de um canal de comunicação com o TSE na plataforma, a criação de um robô para esclarecimento de dúvidas dos eleitores e uma ferramenta para marcar determinados conteúdos como "desinformativos".

#### Facebook e Instagram
O Facebook relatou, em julho de 2018, ter 127 milhões de usuários brasileiros ativos em sua plataforma. A rede também pode ser acessada sem desconto na franquia de internet em muitos planos de celulares no país, dando ao conteúdo nela hospedado maior facilidade de penetração, principalmente entre usuários de menor poder aquisitivo e, portanto, com planos de dados limitados. Apesar de implementar controles sobre postagens com cunho eleitoral e do impulsionamento de conteúdo ter que ser declarado na prestação de contas de campanha, brechas ainda existentes na plataforma permitem o impulsionamento de conteúdo que não incorpore propaganda explícita, como notícias falsas relacionadas à confiabilidade de urnas eletrônicas e a supostas fraudes em eleições passadas.
A rede esteve diretamente envolvida no escândalo de manipulação de eleições promovido pela Cambridge Analytica, fornecendo, direta ou indiretamente, dados de usuários que puderam ser filtrados para permitir a geração de conteúdo enviesado e sob medida para manipular grupos específicos de eleitores.
Para as eleições de 2022, a Meta Platforms, proprietária das duas plataformas, firmou parceria com o TSE para a identificação de postagens relacionadas às eleições, com inserção de um aviso com link para o portal da Justiça Eleitoral. Além desta medida, a empresa pretende criar um centro de checagem de fatos e apuração de denúncias de postagens com informações falsas, sem alterações frente ao criado em 2018 e sem maiores detalhes quanto a período ou capacidade de trabalho.

#### Twitter
O Twitter é instrumento intensamente utilizado na propagação de notícias falsas com o uso de impulsionamento pago e, principalmente, aumento de visibilidade pela ação de bots (ou robôs). A plataforma não apenas permite, mas fornece instruções de como construir um robô na rede através de um tutorial online. A criação de bots infla os números de usuários da rede, podendo ser usada para dar a impressão de que candidatos e comentaristas políticos sejam mais influentes do que de fato são. Em conjunto com o impulsionamento de conteúdo, o uso de bots para gerar engajamento (via retweets, comentários e curtidas) permite dar maior visibilidade a postagens sem que haja qualquer tipo de verificação quanto à real influência que a postagem tenha perante os usuários da plataforma - ou quanto à veracidade do conteúdo até o início de 2022, quando a rede criou a opção de reportar fake news.
A plataforma firmou acordo com o TSE em fevereiro de 2022 para o impulsionamento de conteúdo oficial sobre as eleições e a criação de uma aba com dados de fontes reputáveis. O combate à disseminação de notícias falsas é citado como objetivo, sem detalhes sobre sua operacionalização.
Estudos posteriores mostraram que antes e durante o período das eleições de 2022, a comunidade de usuários com perfil ideológico mais à direita esteve mais propensa à propagação coordenada de noticias e boatos no Twitter, quando comparada a outras comunidades digitais.

#### Tiktok
A rede chinesa Tiktok passou a ter ampla presença no Brasil apenas a partir de 2020, de forma que as eleições gerais de 2022 são a primeira após a popularização da plataforma. Ela foi particularmente criticada por ser usada para disseminação de notícias falsas relacionadas à pandemia global de COVID-19. A estrutura da plataforma, que permite o compartilhamento de vídeos curtos com grande potencial para viralização e a opacidade dos algoritmos utilizados para dar visibilidade a postagens tornam o aplicativo terreno particularmente fértil para a disseminação de fake news, uma vez que, diferentemente de postagens de texto ou imagens, é mais difícil identificar automaticamente conteúdo falso em vídeos. A plataforma também assinou acordo de cooperação com o TSE para combate às notícias falsas, mas seus detalhes são desconhecidos.

## Notícias falsas notórias

### A favor de Bolsonaro/contra Lula

#### Ataque hacker ao TSE permitiria alterar votos
Em novembro de 2020, foram divulgados dados internos sobre servidores do TSE referentes ao ano de 2001. Desde então, é recorrente a divulgação de notícias que alegam que quem acessou os dados poderia manipular votos de urnas eletrônicas. A hipótese foi amplamente afastada por jornais e agências de checagem independentes, já que o sistema acessado pelo hacker, relacionado aos recursos humanos do TSE, não tem nenhuma comunicação com as urnas eletrônicas, uma vez que seu código-fonte, disponível e auditável, não é sequer acessível pelo mesmo sistema; além disso, as urnas não dispõem sequer de dispositivos que permitem que elas sejam conectadas à internet, de forma que não há possibilidade de acesso remoto a elas. Apesar de amplamente desmentida, a mentira continua circulando em postagens variadas e foi o principal elemento de argumentação na apresentação que o presidente Jair Bolsonaro fez a dezenas de embaixadores convidados para reunião realizada em julho de 2022. As argumentações foram contraditas pelo delegado responsável pela apuração dos ataques ao TSE. Pela propagação de conteúdo falso, o TSE expediu, em 24 de agosto, decisão em que manda retirar do ar vídeos da apresentação de Bolsonaro aos embaixadores, atendendo a pedido protocolado pelo PDT. Por pedido dos partidos Rede, PC do B, PDT e PT, no dia 30 de setembro, o TSE condenou Bolsonaro por unanimidade a pagar multa de R$ 20 mil por propaganda eleitoral antecipada.

#### Urnas eletrônicas inauditáveis por não terem voto impresso
De difusão recorrente nas eleições passadas, diversas notícias falsas circulam em 2022 alegando ser impossível auditar as urnas eletrônicas por elas não emitirem voto impresso. Em agosto, o coronel Ricardo Sant'Anna, oficial indicado pelo Ministério da Defesa para inspecionar o código-fonte das urnas, disponibilizado desde 2022, foi afastado da posição pelo TSE após virem a público diversas de suas publicações nas redes sociais em que alegava que a inexistência de voto impresso impossibilitava a auditoria dos votos e que apenas o Brasil utiliza este sistema, acusações já amplamente desmentidas por órgãos oficiais e verificadores independentes.

#### Lula supostamente defendendo roubos de celular para "tomar uma cervejinha"
Um vídeo antigo de Lula aparentemente dizendo que ladrões de celulares roubam para ter dinheiro para "tomar uma cervejinha", supostamente endossando o roubo de celulares, começou a circular intensamente em 13 de julho de 2022, repercutindo até o período de campanhas para o segundo turno. Trata-se de uma montagem que utiliza trechos diferentes de uma entrevista dada por ele em 2017 para alterar o sentido da fala. No vídeo, Lula primeiro diz que o roubo de celulares é um sintoma da desesperança econômica: "Para que ele rouba um celular? Para vender, para ganhar um dinheirinho. Eu penso que essa violência que está em Pernambuco é causada pela desesperança"; minutos depois, em outro assunto, diz que as torcidas rivais do Santa Cruz e do Sport, times de futebol de Recife, são adversárias durante os jogos, mas que depois se encontram para "tomar uma cervejinha". O vídeo foi editado, conectando dois trechos sobre temas diferentes.

#### Lula fecharia igrejas evangélicas
No dia da Marcha para Jesus que aconteceu no Rio de Janeiro, em 13 de agosto, o deputado e pastor evangélico Marco Feliciano deu entrevista à Rádio CBN reverberando notícias de que o candidato Lula, se eleito, mandaria fechar igrejas evangélicas, reiterando a acusação para a Folha de S.Paulo dois dias depois. Variações da notícia circulam desde a primeira vez que Lula concorreu à presidência, em 1989. A informação é falsa e já amplamente desmentida por jornais e agências de checagem. Apesar de desmentida, a informação é amplamente compartilhada nas redes, tendo em agosto atingido mais de 140 milhões de usuários no Twitter, e continua sendo percebida como verdadeira por parte significativa do eleitorado evangélico. O deputado federal Eduardo Bolsonaro compartilhou a falsa notícia, pelo que a campanha de Lula acionou a Justiça Eleitoral pedindo a retirada das postagens do ar.
A ex-senadora e ex-candidata à presidência Marina Silva, evangélica, veio a público criticar a notícia falsa, dizendo que a afirmação é "péssima para a fé e péssima para a política".

#### Deepfake de Renata Vasconcellos no Jornal Nacional
Um vídeo deepfake começou a circular na manhã do dia 17 de agosto de 2022 envolvendo a jornalista Renata Vasconcellos. O vídeo inverte os resultados da pesquisa IPEC nos dias anteriores, apresentando a vantagem do candidato Luiz Inácio Lula da Silva de 44% contra 32% do presidente Bolsonaro como se fosse o inverso, simulando vantagem de Bolsonaro.

#### Suposta relação entre Lula e PCC
O TSE multou o presidente Bolsonaro e determinou a exclusão de notícia postada por ele alegando que o ex-presidente Lula tem relações com a facção criminosa Primeiro Comando da Capital (PCC). A notícia falsa foi postada originalmente apresentando suposta carta em que o líder da facção descreveria "diálogo cabuloso" com o Partido dos Trabalhadores; a carta é apontada por especialistas como sendo falsa e forjada com objetivo político de atacar o PT. Essa relação foi feita com base em uma delação premiada do empresário Marcos Valério, na qual ele afirma ter ouvido de um dirigente petista como funcionava o suposto vínculo entre o partido e a facção criminosa PCC, além de citar que Celso Daniel (PT) teria um dossiê que iria expor o caso. As afirmações do delator não foram, até o momento, confirmadas.

#### Instituto Lula teria mesmo endereço que o IPEC
O candidato a deputado federal Gustavo Gayer publicou, pelo Twitter, notícia falsa de que o instituto de pesquisas Ipec (antigo IBOPE) teria o mesmo endereço que o Instituto Lula, alegando que haveria manipulação na divulgação de pesquisas que mostram Lula à frente nas pesquisas de intenções de voto. A notícia é falsa e as instituições funcionam em endereços diferentes não tendo qualquer ligação, pelo que o TSE determinou remoção do conteúdo e citação de Gayer para esclarecimento. O autor da postagem retirou o vídeo do ar e postou outro esclarecendo o erro, mas a retratação teve repercussão consideravelmente inferior que a notícia falsa originalmente postada.

#### Suposta proibição de uso da camisa da Seleção Brasileira no dia da votação
Na última semana antes da eleição, uma entidade fez solicitação, não atendida, para que o TSE orientasse mesários a não usar a camisa da Seleção Brasileira de Futebol no dia da eleição por estar ela associada aos candidatos de direita. A notícia inspirou disparos de mensagens que diziam que o ministro Alexandre de Moraes queria proibir que eleitores votassem utilizando a camisa; a hipótese é falsa, uma vez que as leis brasileiras permitem qualquer tipo de manifestação política silenciosa, incluindo roupas e adesivos alusivos a candidatos e partidos. O presidente Jair Bolsonaro replicou a notícia falsa em transmissão ao vivo, passando ela como verdadeira, e afirmando que utilizaria as Forças Armadas contra a suposta proibição.

#### Vídeo de "satanista" declarando apoio a Lula
Logo após o primeiro turno das eleições, começou a circular um vídeo em que um sujeito com tatuagens e piercings, dizendo ser satanista e da "Igreja de Lúcifer", declara apoio a Lula usando camisa, bandeiras e faixas do PT. O vídeo foi compartilhado pelo gabinete do ódio e por diversos bolsonaristas, incluindo um filho do presidente, Flávio Bolsonaro, a deputada Carla Zambelli e o senador eleito por Minas, Cleitinho Azevedo, e viralizou rapidamente. Lula e o PT negaram qualquer vínculo com a suposta seita, e rapidamente se identificou que o homem no vídeo, um usuário da rede de vídeos TikTok de alcunha Vicky Vanilla, é, na verdade, antipetista e já insinuou que atiraria no ex-presidente. O partido acionou o TSE contra a divulgação da notícia falsa e estuda acionar seus divulgadores na justiça.

#### Boné com as letras CPX faria referência a facção criminosa
O candidato Lula usou, em visita ao Complexo do Alemão no dia 12 de outubro, boné com as letras CPX. O candidato recebeu o boné de presente do fundador do jornal Voz das Comunidades; após a visita, bolsonaristas, incluindo o senador Flávio Bolsonaro, divulgaram que o significado da sigla seria "cupinxa (parceiro) do crime". A informação é falsa, uma vez que CPX deriva de "complexo", nome usado para descrever aglomerados de favelas. A sigla é utilizada inclusive pela Polícia Militar do Estado do Rio de Janeiro para se referir aos complexos de favelas da cidade. A vinculação da sigla CPX a facções criminosas por parte de Jair Bolsonaro foi, inclusive, objeto de queixa-crime contra o presidente.

### A favor  de Lula/contra Bolsonaro

#### Almoço de Jair Bolsonaro com Guilherme de Pádua
Em 12 de agosto de 2022 circularam informações de que Bolsonaro e sua esposa teriam almoçado com Guilherme de Pádua, assassino da atriz Daniella Perez. A base da afirmação foi uma selfie em que Michelle Bolsonaro aparece com Juliana Lacerda, esposa de Guilherme. A foto foi realizada em uma igreja visitada por Michelle, em Belo Horizonte, em uma fila de pessoas que queriam tirar foto com a primeira-dama, conforme Juliana. "Eu nunca troquei uma palavra sequer com ela. Nunca mesmo. Ela nem sabia quem eu era", explicou Juliana em suas redes sociais. Bolsonaro nega que tenha estado presente no evento, não existindo qualquer evidência do contrário. Guilherme negou a informação do almoço e disse que nem chegou a ir no culto.

#### Fernando Collor cotado como ministro da Previdência de Bolsonaro
Em entrevista para um podcast, Bolsonaro argumentava que seus opositores faziam acusações infundadas contra ele, como exemplo, que iria ter o ex-presidente Fernando Collor como ministro e que iria haver confisco das aposentadorias (Collor realizou um confisco de poupanças quando presidente). O vídeo foi tirado de contexto, aparentado que essa era uma afirmação do próprio Bolsonaro, e não que ele estava citando o que era dito por seus críticos. "Você fala por três horas, aí tem dez segundos com um tema meio esquisito. Aí pronto: aquilo passou a ser a marca contra você, e a esquerda faz muito bem esse trabalho. Agora estão falando duas coisas: a primeira que sou canibal. Pô, é foda, né, tu aguentar um trem desse. A outra é que o Collor vai ser ministro e nós vamos confiscar a aposentadoria dos aposentados. E jogam, é o tempo todo assim", afirmou Bolsonaro na ocasião.

#### Bolsonaro acabaria com feriado de 12 de outubro
Postagem falsa atribuía a Bolsonaro a pretensão de criar um projeto de lei para acabar com o feriado de 12 de outubro, que homenageia Nossa Senhora Aparecida, padroeira do Brasil. A última publicação de Bolsonaro referente à data havia sido em 12 de outubro de 2021, quando compartilhou fotos de sua ida em uma missa que celebrava a santa católica.

#### Partido de Bolsonaro teria feito o pedido de suspensão do Piso dos Enfermeiros
Postagem falsa relacionava a suspensão do Piso da Enfermagem com o Partido Liberal, partido pelo qual Bolsonaro, que sancionou o piso, se candidatava. A suspensão foi pedida ao STF pela Confederação Nacional de Saúde.

#### Bolsonaro reduziria o salário mínimo a partir de 2023
Postagens que afirmavam que Bolsonaro tinha a intenção de reduzir o salário mínimo foram consideradas falsas pelo TSE. A ministra da corte eleitoral Maria Isabel Gallotti declarou: "No caso em exame, verifico a divulgação de informação falsa a respeito de tema revestido de extrema relevância social, com aparente finalidade de vincular tais medidas drásticas ao Presidente da República". Foi ordenada a retirada de publicações nos perfis de Lula, Gleise Hoffman, André Janones e outros.

#### Bolsonaro teria feito pacto com a maçonaria
Postagens usaram fotos de uma ida de Bolsonaro em uma loja maçônica de Brasília, em 2014, para afirmar um suposto pacto do presidente com a maçonaria para ganhar as eleições. As fotos foram editadas, incluindo-se quadros inexistentes, de simbologia ocultista-satanista. Alguns tuites alegaram, falsamente, que o presidente teria prometido "entregar o Brasil a satanás".

#### Robinho não seria extraditado à Itália por ser apoiador de Bolsonaro
Tuite do deputado federal André Janones afirmava que Jair Bolsonaro negou a extradição do ex-jogador Robinho, condenado na Itália pelo crime de estupro, em um acordo para obter apoio. A Constituição Federal não permite a extradição de brasileiro natural em hipótese alguma, não sendo algo a ser decidido pelo presidente.

#### Roberto Jefferson coordenador de campanha de Bolsonaro
Publicações de André Janones afirmavam que o ex-deputado Roberto Jefferson, preso em flagrante após incidente com policiais federais, era o coordenador da campanha de Jair Bolsonaro. O presidente do TSE (Tribunal Superior Eleitoral), Alexandre de Moraes, determinou a remoção das postagens. Segundo o ministro, estas "se descolam da realidade, por meio de inverdades e suposições, fazendo uso de recortes e encadeamentos inexistentes".